# Apechoneura aureata
Apechoneura aureata là một loài tò vò trong họ Ichneumonidae.